# 都井岬馬追い
都井岬馬追い（といのみさきうまおい）は、宮崎県串間市都井岬において開催される、御崎馬を追うことで数か所に集め、検査等を行う行事のことである。例年秋ごろに行われる。

## 概要
江戸時代から現在まで続いている伝統的な行事である。国の天然記念物に指定されている都井岬の御崎馬を追い立てながら集め、個体検査をする。一頭一頭の採血をし、ダニ駆除の薬を飲ませ、1歳になる子馬には個体識別のため焼印（馬への苦痛が少ないとされる凍結烙印）を押していく。2015年（平成27年）の都井岬馬追いからは、マイクロチップの埋め込みを始めている。串間市にある都井御崎牧組合や宮崎大学の学生、串間市職員等有志で実施しているが、近年ではボランティアを募集するなど、エコツーリズムとしてイベントとも連動して取り組んでいる。

## 歴史
江戸時代、高鍋藩の飛び地である串間（現宮崎県串間市）では、毎年秋のころ「駒追い」という行事が行われていた。馬の検査を兼ねて２歳の牡馬を捉える行事である。牡馬を雌馬20頭につき1頭くらいに調節し、牡馬は払い下げていた。駒追いは、庄屋が総指揮をとり、ほら貝の合図で数百人の勢子（せこ）が馬を追い立て、第1柵に収容して毛色、年齢、雌雄を調べ、第2柵で2歳以下の若馬を選び第3作に分離した。またこの日は、若者たちが荒馬を乗りこなす技を披露する勇壮な行事でもあった。